# Владивостокская городская больница
Владивостокская городская больница — архитектурный ансамбль во Владивостоке. Ансамбль был выстроен в два этапа: в 1898—1899-х и в 1908—1917 годах. Авторы проектов зданий — инженер А. К. Левтеев и архитекторы М. И. Чесноков и Ф. Ф. Постников. В ансамбль входят исторические здания по адресу Алеутская улица (дома 57, 57-в, 57-г, 57-д) и улица Прапорщика Комарова (дом 1-в). Сегодня они являются объектом культурного наследия Российской Федерации.

## История
В структуре населения городов в период освоения Дальнего Востока преобладали военные. В связи с этим первые лечебные учреждения в крае принадлежали военному ведомству, в частности, во Владивостоке был открыт Госпиталь сибирской флотилии, перенесённый из Николаевска-на-Амуре в 1871 году и осуществлявший медицинскую помощь также и гражданскому населению. Несмотря на отсутствие гражданской больницы, в 1884 году в городе введена должность гражданского врача. Процесс появления первой гражданской больницы во Владивостоке занял довольно долгое время. Ему предшествовали восемь лет попыток городского самоуправления добиться разрешения правительства на взимание «больничного сбора» (аналог современного медицинского страхования).     
В 1885 году Приамурский генерал-губернатор передал Управляющему Министерству Внутренних Дел ходатайство Городской думы об «установлении в г. Владивосток, на основаниях, высочайше утверждённых 26.05.1881 г. для г. Кронштадта, больничного сбора с лиц обоего пола, нанимающихся в черте города для домашнего услужения и разного рода работ, а также занимающихся ремёслами, извозом и торговлей в разнос или развоз. Сбор Городскою Думою предложено взимать в размере 3 рублей в год с каждого плательщика и обращать на устройство и содержание городской больницы. А до её открытия направлять на уплату морскому ведомству денег за лечение лиц подлежащих сбору и их семейств в морском госпитале или на устройство в городе временного лазарета или амбулаторной лечебницы».
Сам губернатор сообщал, что вследствие постоянного нахождения в городе большого количества рабочих, лишённых медицинской помощи, устройство городской больницы является насущной необходимостью и отмечал, что хотя в бюджет города поступают значительные доходы, их всё равно недостаточно для устройства и содержания больничного учреждения. Через пять лет, 28 октября 1889 года генерал-губернатору Приамурья пришёл ответ из Министерства внутренних дел, в котором сообщалось, что Министерство финансов, с которым велась переписка по данному делу, не признаёт возможным согласиться на введение во Владивостоке больничного сбора, так как данный сбор, составляющий личный налог и падающий на плечи лиц с наименьшим достатком, был бы, по мнению Министерства финансов, несовместим с направлением, установленным новейшим на тот момент финансовым законодательством, стремящимся к постепенной отмене подушной подати и замене её имущественным налогом.
К вопросу больничного сбора Городская дума Владивостока вернулась на заседании 26 июня 1890 года. Внимание Думы тогда было обращено на следующие обстоятельства: после перенесения в 1872 году главного порта из Николаевска во Владивосток, население последнего стремительно увеличивалось: «Вследствие неблагоприятных климатических условий Владивостока, развитие многих эпидемических болезней, например, корь, скарлатина, тиф, дифтерия, оспа, холера может принимать угрожающий характер. В Китае нередко свирепствуют оспа и холера, занесение которых во Владивосток весьма легко в виду большого протяжения пограничной линии. Развитие этих болезней, как показывает опыт прежних лет, особенно усиливается среди рабочего населения. Приходящие на заработки, в случае заболевания, поступают на попечение города, который для борьбы с эпидемией, обеспечивает им и содержание, и медицинскую помощь в ущерб интересам коренного населения города». При этом гражданское население вовсе не было обеспечено надлежащей медицинской помощью. На средства городской казны, в размере около 5 тысяч рублей в год, содержался временный амбулаторный покой для приходящих больных и околоток для лечения заболевающих сифилисом женщин. Больше денег на медицину город выделять не мог, поэтому, по мнению Городской думы, необходимо было ввести сбор с населения.
Постоянные обращения к администрации Приморья оказали воздействие, и в 1892 году было получено «Высочайшее повеление о проведении больничного сбора», утверждённое императором. После издания высочайшего повеления, в городе сразу приступили к сбору денежных средств. Немалую роль в деле сбора средств и открытии больницы сыграло созданное в 1892 году Общество врачей Южно-Уссурийского края. В обществе активно обсуждали формы по сбору средств. Врачи Ф. А. Кучинский и И. К. Эпов предложили устроить серию публичных лекций о первой помощи, а городской врач Б. А. Перлин передал в распоряжение общества 255 рублей, вырученных от благотворительного спектакля. Собрав необходимые средства, члены Общества приступили к строительству больницы.
Городская Дума постановлением от 3 июня 1892 года за № 39/1700 создала Комиссию для определения места, где должно возвести постройки, а также тип и размер здания для городской больницы, проектируемой на средства больничного сбора: «Рассмотрев вопрос о больничных потребностях города, комиссия пришла к заключению, что принимая население города в 8000 душ, следует иметь приблизительно от 32 до 36 кроватей. Нет сомнения, что городу Владивостоку предстоит усиленное развитие по отношению к увеличению населения в количественном отношении и тогда потребуется и расширение больничных помещений и служб, что может быть достижимо постройкой новых больничных корпусов, если местность будет вполне отвечать современным требованиям больничного благоустройства». 29 октября комиссия осмотрела три предполагаемых места для размещения больницы: местность за перевалом у Орлиного гнезда (где в наши дни расположена площадка фуникулёра), местность на Фельдшерском покосе у китайской кумирни (современное расположение больничного ансамбля, между улицами Алеутской, Прапорщика Комарова и Пограничной) и площадь напротив мельницы купца Хагемейера (ныне сквер им. Суханова).
Из-за разногласий членов комиссии, дело затянулось. С осени 1892 года по весну 1893 года комиссии обменивались мнениями. Консолидированному мнению членов комиссии — врачей, противостоял «административный ресурс» инспектора Блонского. В итоге глава города М. К. Федоров, члены управы В. Ф. Михайловский и В. О. Жарков, не дожидаясь постановления Думы, приняли экстренное решение о строительстве больницы напротив мельницы Хагемейера. Этот участок, расположенный у пересечения Суйфунской (сейчас — Уборевича) и Нагорной (сейчас — Суханова) улиц, имел и другое название — Суйфунская площадь, и был зарезервирован для возведения кафедрального собора. Поскольку постройка собора виделась на тот момент делом отдалённой перспективы, управа решила отдать участок под строительство городской больницы. Работы начались в июле 1893 года. Стройка велась по проекту городского архитектора, подполковника Н. В. Коновалова, подрядчиком выступил В. О. Жариков. 20 августа Дума утвердила строительство. К 27 сентября работы были закончены. Фактически был возведён деревянный больничный барак на 18 кроватей, но само его существование рассматривалось как временная необходимость, до надлежащего устройства госпиталя. Первым главным врачом больницы стал Борис Александрович Перлин. В 1895 году построено второе здание больницы, где расположились аптека и операционная, построены также летний барак на 18 коек, покойницкая и склад.
Тем временем велась работа комиссии по поиску постоянного места для больницы, однако она была безрезультатна и завершилась в декабре 1893 года. Однако, 16 ноября 1895 года Духовное ведомство уведомило городскую управу о создании в скором времени во Владивостоке самостоятельной Епархии и просило «сообщить необходимые сведения, относительно более удобного места и потребного количества земли во Владивостоке под постройку Епархиальных учреждений, как-то: архиерейского дома, кафедрального собора, духовной консистории, а в будущем семинарии и училища». Встал вопрос и о Суйфунской площади. 12 марта 1899 года Комиссия по распределению земель в городе Владивостоке рассмотрела заявление Духовного ведомства о выделении земли под постройку кафедрального собора. Было решено перенести существующие больничные постройки на другое место. 7 апреля 1899 года решение комиссии утверждено Приамурским генерал-губернатором Гродековым.
В 1896 году Городская дума приняла предложение областного медицинского инспектора И. Я. Блонского о размещении больницы на Фельдшерском покосе. На этом же участке была размещена китайская кумирня, но за неимением средств на перенос, Дума решила временно оставить её на старом месте. В 1897 году гражданским инженером А. К. Левтеевым составлен проект новых построек больницы, возведённых в 1898—1899 годах. Велось строительство по чертежам, но без участия Левтеева, подрядчиком Свинторжевским. Здание главного лечебного корпуса было одноэтажным, с высоким цокольным этажом. Рядом с ним возвели служебный корпус с квартирами для служащих (Алеутская, 57-г) и небольшое здание амбулатории с квартирой для фельдшеров (Прапорщика Комарова, 1-в).
Городская больница в то время испытывала множество проблем, в частности нехватки персонала. Потребовалось семь лет, чтобы в 1900 году штат больницы, состоявший из единственного врача Перлина, увеличился ещё на одного врача. Газета «Владивосток» писала, что в зимнее время температура помещений больницы нередко понижалась до – 8 °C и «больные говорят, что часто остаются без горячей пищи». Многочисленные ходатайства о необходимости изменений сыграли свою роль и городские власти приняли решение о расширении больницы. В 1908 году по проекту архитекторов М. И. Чеснокова и Ф. Ф. Постникова началось возведение двух новых больничных корпусов: хирургического и родильного павильонов. Самое крупное здание больницы — хирургический павильон — освящено 25 апреля 1910 года «при большом стечении народа, в присутствии городского головы, гласных, чинов Управы, врачебного инспектора Виноградского и врачей больницы». Строительство родильного павильона затянулось на девять лет. Здание было окончено и освящено 5 февраля 1917 года.   